# Богданович Петро Іванович
Богданович Петро Іванович (* початок 1750-х р., Полтава — †1803, Полтава) — перекладач, видавець, редактор. Вихованець Києво-Могилянської академії.

## Біографія
Навчався в Києво-Могилянській академії та за кордоном. Писав, що студіював і подорожував «в чужих краях на власному кошті».
24 серпня 1765 записався до Лейпцигського університету, де вивчав математику. Навчання продовжив у Нідерландах та Англії. Володів німецькою, англійською і французькою мовами. Після повернення з-за кордону перебував на військовій службі, мав чин поручика (1771).
З 1777 працював у Санкт-Петербурзькій академії наук перекладачем та помічником бібліотекаря, впорядковував бібліотеку Кунсткамери. Редагував журнал «Академические известия» (1779–1981), де публікувалися статті про наукові відкриття та винаходи. Ряд праць, зокрема праці Лондонського вченого товариства та «Історія математики» французького вченого Ж. Монтюкла, були перекладені Богдановичем. В журналі друкувалися також переклади творів Ж.-Ж. Руссо, Ф.-М. де Аруе (Вольтера), К. Ліннея, Плутарха та інших. Тут був опублікований і вірш Петра Івановича «Послание к деньгам».
У 1780-х роках мав власну друкарню, де видавав літературні твори Ф. Еміна, зокрема, перевидав 1788 його сатиричний журнал  «Пекельна пошта» (Адская почта, 1769), науково-популярну літературу, переклади праць з історії, географії, церковного життя, медицини, мемуари. Публікував також власні переклади, зокрема «Размышление английского пресвитера У. Додда в темнице» (СПб., 1784), «Человек в 40 талеров» Вольтера (СПб., 1780,1785,1792), «Новый способ лечения чесотки» (СПб., 1786), «Описание последних землетрясений в Калабрии и Сицилии» (СПб., 1787). Відредагував переклад праці протестантського богослова Й. Арндта «Про справжнє християнство», здійснений вихованцем Києво-Могилянській академії С. Тодорським (1735).
Указом імператриці Єлизавети Петрівни 1743 книгу було заборонено і вилучено із книгозбірень. Згодом працю, підготовлену Богдановичем, переглянув митрополит Новгородський і Санкт-Петербурзький Гавриїл Петров, вказав на деякі трактування і зазначив, що книга може бути надрукована. Проте імператриця Катерина II не дала дозволу на її видання. Книга побачила світ лише 1785.
1780 за дорученням директора Санкт-Петербурзької АН С. Домашнєва та, імовірно, з ініціативи членського-кориспондента АН Ф. Туманського Богданович їздив до Полтави з наміром з'ясувати можливості відкриття там книжкової академічної крамниці та поширення академічних видань. Він написав «Разсуждение об учреждении книжных лавок», уклав каталог академічних видань, які можна було б продавати у Полтаві. Подібну книжкову крамницю Ф. Туманський відкрив у Глухові. Разом з ним Богданович розпочав видавати журнал «Зеркало света», але незабаром їхні шляхи розійшлися. Петро Іванович започаткував самостійне видання — журнал «Новый Санкт-Петербургский вестник» (СПб., 1786, № 1—2). Мав репутацію людини вільнолюбивої, самостійної, що поділяє ідеї французьких просвітителів, а тому 1796 його було визнано «человеком непокорным и упорнаго нрава, неповинующегося властям», і без права повернення до Санкт-Петербурга заслано в Полтаву, де він і помер.

## Архіви
ФАРАН (СПб.), ф. 3, оп. 1, спр. 331; оп. 8, спр. 95;
РГИА (СПб.), ф. 796, оп. 64, спр. 475.
1. ↑  Czech National Name Authority Database as Linked Data, Báze národních jmenných autorit v podobě propojených dat
2. 1 2  Словарь русских писателей XVIII века. Выпуск 1: А—И / под ред. А. М. Панченко — 1988. — С. 109–113. — ISBN 5-02-027972-2
3. 1 2 3 4 5 6 7  Чеська національна авторитетна база даних